# Liste de films français sortis en 1985
Listes de films français
- 1981
- 1982
- 1983
- 1984
- 1985
- 1986
- 1987
- 1988
- 1989

Liste non exhaustive de films français sortis en 1985

## 1985
| Titre                      | Réalisateur            | Distribution                                                                | Genre    |
| -------------------------- | ---------------------- | --------------------------------------------------------------------------- | -------- |
| L'Amour braque             | Andrzej Żuławski       | Sophie Marceau, Tchéky Karyo, Francis Huster                                | Drame    |
| Blanche et Marie           | Jacques Renard         | Miou-Miou, Sandrine Bonnaire                                                | Drame    |
| La Cage aux folles 3       | Georges Lautner        | Michel Serrault, Ugo Tognazzi, Antonella Interlenghi                        |          |
| Ça n'arrive qu'à moi       | Francis Perrin         | Francis Perrin, Véronique Genest, François Perrot                           | Comédie  |
| Détective                  | Jean-Luc Godard        | Nathalie Baye, Claude Brasseur, Jean-Pierre Léaud                           |          |
| L'Effrontée                | Claude Miller          | Charlotte Gainsbourg, Bernadette Lafont, Jean-Claude Brialy                 |          |
| Escalier C                 | Jean-Charles Tacchella | Robin Renucci, Jean-Pierre Bacri, Jacques Bonnaffé                          |          |
| L'Été prochain             | Nadine Trintignant     | Philippe Noiret, Claudia Cardinale, Fanny Ardant                            | Drame    |
| Le Facteur de Saint-Tropez | Richard Balducci       | Paul Préboist, Marion Game, Henri Génès                                     | Comédie  |
| Le Gaffeur                 | Serge Penard           | Jean Lefebvre, Jean Roucas, Denise Grey                                     | Comédie  |
| Gros Dégueulasse           | Bruno Zincone          | Maurice Risch, Valérie Mairesse, Martin Lamotte                             | Comédie  |
| Hold-up                    | Alexandre Arcady       | Jean-Paul Belmondo, Jean-Pierre Marielle, Kim Cattrall                      | Comédie  |
| Hors-la-loi                | Robin Davis            | Wadeck Stanczak, Clovis Cornillac, Isabelle Pasco                           |          |
| Je vous salue, Marie       | Jean-Luc Godard        | Myriem Roussel, Thiery Rode, Juliette Binoche                               |          |
| Ki lo sa ?                 | Robert Guédiguian      | Ariane Ascaride, Pierre Banderet, Jean-Pierre Darroussin                    |          |
| Les Loups entre eux        | José Giovanni          | Claude Brasseur, Niels Arestrup                                             |          |
| Marche à l'ombre           | Michel Blanc           | Gérard Lanvin, Michel Blanc, Sophie Duez                                    |          |
| Moi vouloir toi            | Patrick Dewolf         | Gérard Lanvin, Clémentine Célarié                                           |          |
| Le Pactole                 | Jean-Pierre Mocky      | Richard Bohringer, Patrick Sébastien, Bernadette Lafont                     |          |
| Palace                     | Édouard Molinaro       | Claude Brasseur, Daniel Auteuil, Gudrun Landgrebe                           | Comédie  |
| Parking                    | Jacques Demy           | Francis Huster, Laurent Malet, Keiko Ito, Gérard Klein                      |          |
| Péril en la demeure        | Michel Deville         | Christophe Malavoy, Nicole Garcia, Anémone, Michel Piccoli                  |          |
| Pizzaiolo et Mozzarel      | Christian Gion         | Aldo Maccione, Sidney Duteil, Marthe Villalonga                             | Comédie  |
| Police                     | Maurice Pialat         | Gérard Depardieu, Sophie Marceau, Richard Anconina                          |          |
| Poulet au vinaigre         | Claude Chabrol         | Jean Poiret, Lucas Belvaux, Stéphane Audran, Michel Bouquet, Pauline Lafont |          |
| P.R.O.F.S                  | Patrick Schulmann      | Patrick Bruel, Fabrice Luchini, Laurent Gamelon, Christophe Bourseiller     |          |
| Le Quatrième Pouvoir       | Serge Leroy            | Philippe Noiret, Nicole Garcia                                              |          |
| Rendez-vous                | André Téchiné          | Lambert Wilson, Wadeck Stanczak, Juliette Binoche                           |          |
| Les Rois du gag            | Claude Zidi            | Michel Serrault, Thierry Lhermitte, Gérard Jugnot, Macha Méril              | Comédie  |
| Rouge Midi                 | Robert Guédiguian      | Gérard Meylan, Ariane Ascaride, Jacques Boudet                              |          |
| Sans toit ni loi           | Agnès Varda            | Sandrine Bonnaire, Macha Méril, Stéphane Freiss, Yolande Moreau             |          |
| Sac de nœuds               | Josiane Balasko        | Isabelle Huppert, Josiane Balasko, Farid Chopel                             | Comédie  |
| Signé Charlotte            | Caroline Huppert       | Isabelle Huppert, Niels Arestrup                                            | Drame    |
| Les Spécialistes           | Patrice Leconte        | Bernard Giraudeau, Gérard Lanvin, Christiane Jean                           |          |
| Subway                     | Luc Besson             | Isabelle Adjani, Christophe Lambert, Richard Bohringer, Michel Galabru      |          |
| La Tentation d'Isabelle    | Jacques Doillon        | Ann-Gisel Glass, Jacques Bonnaffé, Fanny Bastien                            |          |
| Trois Hommes et un couffin | Coline Serreau         | André Dussollier, Roland Giraud, Michel Boujenah                            | Comédie  |
| Urgence                    | Gilles Béhat           | Richard Berry, Fanny Bastien, Bernard-Pierre Donnadieu                      | Thriller |
| La Vie de famille          | Jacques Doillon        | Sami Frey, Mara Goyet, Juliet Berto, Juliette Binoche                       |          |
| Y a pas le feu             | Richard Balducci       | Henri Génès, Hubert Deschamps                                               | Comédie  |